# Filomeno do Nascimento Vieira Dias
Filomeno do Nascimento Vieira Dias (Luanda, 18 d'abril de 1958) és un prelat angolès, actual arquebisbe de Luanda.

## Biografia
Va estudiar al Seminari Menor dels Caputxins de Luanda, i al Seminari Major Cristo Rei de Huambo. Fou ordenat sacerdot el 30 d'octubre de 1983. Es va llicenciar en filosofia a la Pontifícia Universitat Gregoriana i es doctorà en teologia a la Universitat Pontifícia Lateranense.
Em 2004, fou nomenat bisbe auxiliar de Luanda, alhora que fou consagrat bisbe titular de la Flumenpiscense a Catedral de Luanda pel cardenal arquebisbe emèrit de Luanda Dom Alexandre do Nascimento, tenint com a co-consagrants Dom Giovanni Angelo Becciu, nunci apostòlic a Angola i Dom Damião António Franklin, arquebisbe de Luanda. L'11 de febrer de 2005, fou transferit a la seu de Cabinda.
Després de la renúncia de Dom Damião António Franklin, fou nomenat pel Papa Francesc com a arquebisbe de Luanda el 8 de desembre de 2014, fent entrada solemne el 24 de gener de 2015 a la Catedral de Luanda. Membre d'una de les famílies tradicionals del MPLA, se'l considera vinculat al president angolès. En novembre de 2015 fou nomenat president de la Conferència Episcopal d'Angola i São Tomé (CEAST).